# Фадеевка (Татарстан)
Фадеевка (тат. Фадеевка) — деревня в Спасском районе Республики Татарстан России. Входит в состав Среднеюрткульское сельского поселения.

## География
Деревня находится в южной части Татарстана, в лесостепной зоне, при автодороге 16К-1478, на расстоянии примерно 36 километров (по прямой) к юго-востоку от города Болгара, административного центра района.

### Климат
Климат характеризуются как умеренно континентальный, с умеренно холодной продолжительной зимой и недостаточно влажным относительно тёплым летом. Среднегодовая температура воздуха составляет 3,9 °С. Средняя температура воздуха самого холодного месяца (января) — −11,1 °C; самого тёплого месяца (июля) — 19,3 °C. Среднегодовое количество атмосферных осадков составляет 483 мм, из которых около 346 мм выпадает в период с апреля по октябрь.

### Часовой пояс
Деревня Фадеевка, как и весь Татарстан, находится в часовой зоне МСК (московское время). Смещение применяемого времени относительно UTC составляет +3:00.

## Население
Население деревни в 2017 году составляло 41 человек.

### Национальный состав
Согласно результатам переписи 2002 года, в национальной структуре населения русские составляли 92 % из 74 чел.